# Sideroxylon nadeaudii
Sideroxylon nadeaudii là một loài thực vật có hoa trong họ Hồng xiêm. Loài này được (Drake) Smedmark & Anderb. mô tả khoa học đầu tiên năm 2007.